# Martin Christensen
Martin Christensen (Dinamarca, 23 de diciembre de 1987) es un exfutbolista danés que jugaba de centrocampista.
Se retiró al finalizar la temporada 2018-19 siendo jugador del HB Køge, continuando en el club como entrenador en las categorías inferiores.

## Selección nacional
Fue internacional con Dinamarca en categorías inferiores.

## Clubes
| Club                     | País         | Año       |
| ------------------------ | ------------ | --------- |
| Herfølge BK              | Dinamarca    | 2004-2007 |
| Charlton Athletic F. C.  | Inglaterra   | 2007-2009 |
| Heracles Almelo (cedido) | Países Bajos | 2008      |
| Lyngby BK (cedido)       | Dinamarca    | 2009      |
| Rimini Calcio            | Italia       | 2009-2010 |
| FK Haugesund             | Noruega      | 2010-2011 |
| SønderjyskE              | Dinamarca    | 2011      |
| HB Køge                  | Dinamarca    | 2011-2012 |
| Åtvidabergs FF           | Suecia       | 2012-2015 |
| Helsingborgs IF          | Suecia       | 2016-2017 |
| HB Køge                  | Dinamarca    | 2018-2019 |